# Peter Lambeck
Peter Lambeck, Petrus Lambecius ou Petrus Lambeccius (13 avril 1628 - 4 avril 1680) est un bibliothécaire et historien germanique.

## Biographie
Peter Lambeck naît à Hambourg le 13 avril 1628.
Professeur d'histoire dans sa ville natale, il devient recteur en 1659 de l'École illustre. Après avoir adjuré le luthéranisme, il s'installe à Vienne où Léopold Ier se l'attache comme historiographe et bibliothécaire. 
Peter Lambeck meurt à Vienne le 4 avril 1680.

## Œuvres

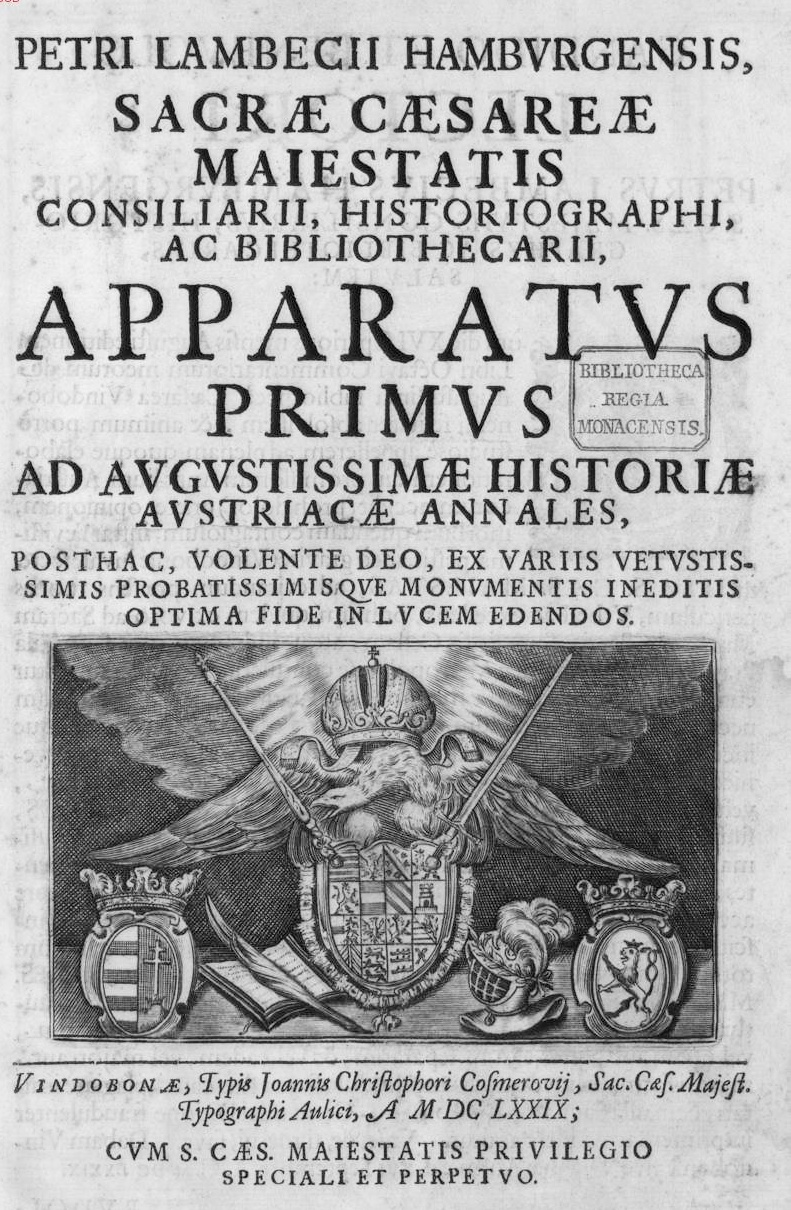
Page couverture de l'un des ouvrages de Lambeck.

- (la) Commentariorum de augustissima bibliotheca Caesarea Vindobonensi liber 1-4, Vienne, 1665-1671.
  - (la) Petri Lambecii Hamburgensis Commentariorum de Augustissima Bibliotheca Caesarea Vindobonensi (8 volumes), Vienne, 1766-1782, édité et commenté par Adam František Kollár.
- (la) Prodromus historiae literariae, et Tabula duplex chronographica universalis, Hambourg, Sumptibus Autoris, 1659.
  - Réédité par Jo. Alberto Fabricio à Hambourg en 1710.